# Arthur Fox
Arthur George Fox (* 9. September 1878 in Cowes, Vereinigtes Königreich; † 17. August 1958 in Los Angeles) war ein US-amerikanischer Fechter.

## Erfolge
Bei den Olympischen Spielen 1904 in St. Louis nahm er an drei Fechtwettbewerben teil. Im Florettfechten verpasste er im Einzel die Finalrunde. In der Mannschaftswertung, bei der er mit einer US-Auswahl einer gemischten Mannschaft (Mixed Team) unterlag, gewann er Silber. Im Einzelwettkampf mit dem Säbel erreichte er den fünften Platz.